# Списак архива у Хрватској
Архиви у Хрватској могу бити државни архиви, друге баштинске установе у којима се налази архивска грађа, ствараоци и имаоци архивске грађе и сегмент управљања службом.
За рад архивских служби задужено је Министарство културе, гдје се у оквиру Управе за развој културе и умјетности, Сектора за извођачку, ликовну, музејску и архивску дјелатност налази Служба за архивску дјелатност. Задаци архивске службе на осигурање заштите и информационе цјеловитости спроводе се путем мреже државних архива.

## Државни архиви
Државну архивску мрежу чини Хрватски државни архив као средишња и матична установа и осамнаест подручних државних архива, у чијем саставу дјелује и осам сабирних архивских центара. То су сљедећи:
- Хрватски државни архив
- Државни архив у Бјеловару
- Државни архив у Дубровнику
  - Сабирни архивски центар Метковић—Опузен—Плоче
  - Сабирни архивски центар Жрново на острву Корчули
- Државни архив у Госпићу
- Државни архив у Карловцу
- Државни архив за Међимурје
- Државни архив у Осјеку
- Државни архив у Пазину
- Државни архив у Ријеци
  - Испостава у Сењу
- Државни архив у Сиску
  - Сабирни центар Петриња
- Државни архив у Славонском Броду
  - Одјељење у Новој Градишци
  - Одјељење у Пожеги
- Државни архив у Сплиту
- Државни архив у Шибенику
- Државни архив у Вараждину
  - Архивски сабирни центар Копривница
  - Архивски сабирни центар Крапина
- Државни архив у Вировитици
- Државни архив у Вуковару
  - Архивски сабирни центар у Винковцима
- Државни архив у Задру
  - Архивски сабирни центар у Новаљи
- Државни архив у Загребу
- Хрватски меморијално-документацијски центар Домовинског рата